# Мщонув (гміна)
Гміна Мщонув (пол. Gmina Mszczonów) — місько-сільська гміна у центральній Польщі. Належить до Жирардовського повіту Мазовецького воєводства.
Станом на 31 грудня 2011 у гміні проживало 11556 осіб.

## Площа
Згідно з даними за 2007 рік площа гміни становила 144.87 км², у тому числі:
- орні землі: 77.00%
- ліси: 16.00%

Таким чином, площа гміни становить 27.20% площі повіту.

## Населення
Станом на 31 грудня 2011:
| Опис     | Загалом | Загалом | Чоловіки | Чоловіки | Жінки | Жінки |
| -------- | ------- | ------- | -------- | -------- | ----- | ----- |
| одиниця  | осіб    | %       | осіб     | %        | осіб  | %     |
| все      | 11556   | 100     | 5555     | 48.07    | 6001  | 51.93 |
| міське   | 6394    | 100     | 2986     | 46.70    | 3408  | 53.30 |
| сільське | 5162    | 100     | 2569     | 49.77    | 2593  | 50.23 |

## Сусідні гміни
Гміна Мщонув межує з такими гмінами: Біла-Равська, Блендув, Жаб'я Воля, Ковеси, Пневи, Пуща-Марянська, Радзейовіце.